# Přednosta stanice (film)
Přednosta stanice je český film z roku 1941 v režii Jana Svitáka, v němž hlavní roli vytvořil Vlasta Burian. Pro Buriana to byl 31. film a slavnou se stala píseň, kterou zpívá: Přednosta stanice. Situační komedie byla natočena v rekordně krátké době v ateliérech v Radlicích, protože Barrandov a Hostivař obsadili Němci.

## Děj
Bezdomovec Ťopka (Vlasta Burian) žije ve vagóně odstaveném na vedlejší koleji. Živí se jako roznašeč letáků a často má hlad. A proto se zadarmo nají v restauraci u restauratéra Hejhala (Theodor Pištěk), zaplatí to za něj Olga (Růžena Šlemrová), žena statkáře Pěnkavy (Čeněk Šlégl), který „pálí“ za Julií (Zita Kabátová), ta je ženou přednosty stanice „Mokrá nad Soupravou“ (Antonín Zacpal). Generální inspektor drah Kokrhel (Jaroslav Marvan) odjíždí na inspekci, a nechá si zapřáhnout zvláštní železniční vůz, ve kterém právě spí Ťopka. Když je černý pasažér inspektorem objeven, snaží se jej zadržet. Ťopka zatáhne za záchrannou brzdu a vyskočí z okna. Generální inspektor trvá na jeho nalezení a potrestání. Ocitají se v železniční stanici „Mokrá nad Soupravou“. Naneštěstí je zdejší přednosta Jelen právě na zkoušce pěveckého sboru. Ťopka si oblékne jeho uniformu a začne se za něj vydávat. Hlavně aby ochránil sám sebe. Kokrhel se rozhodne udělat ve stanici neplánovanou inspekci. Ťopka, který přednostově práci vůbec nerozumí, udělá z Kokrhela úplného „blbce“. Komedii musí hrát i přednostova manželka, za tou stále chodí statkář Pěnkava. Kokrhel se také zamiloval do Julie. V tom však přichází pravý přednosta a vše praskne. Ťopka situaci zachrání, zařídí přednostovi přeložení blíž k Praze a utuží jeho manželství. Pak k nelibosti inspektora odjíždí vlakem, ve kterém je právě on, a ještě zazpívá písničku…

## Obsazení
| Vlasta Burian   | černý pasažér Karel Ťopka                      |
| Jaroslav Marvan | generální inspektor drah Jiří Kokrhel          |
| Antonín Zacpal  | přednosta stanice Anatol Jelen                 |
| Zita Kabátová   | Julie Jelenová, přednostova žena               |
| Čeněk Šlégl     | statkář Arnošt Pěnkava                         |
| Růžena Šlemrová | Olga Pěnkavová, statkářova žena                |
| Theodor Pištěk  | restauratér Hejhal                             |
| Marie Norrová   | služebná v Hejhalově restauraci Pepička        |
| Václav Trégl    | skladník na nádraží Václav "Venda" Pivoda      |
| Darja Hajská    | kuchařka u Pěnkavů Růženka, Pivodova snoubenka |

Dále hrají: Karel Postranecký (železniční revizor-kontrolor Šajn), František Černý (tlustý strážník), Miloslav Svoboda (posunovač), Emanuel Kovařík (posunovač Franta), Lída Borovcová (modistka), Zdeněk Martínek ml. (telegrafista), Bolek Prchal (městský zřízenec), Ada Dohnal (řidič u Pěnkavy Karel), Vojta Merten (tlustý zpěvák), Karel Veverka (zpěvák s plnovousem), Václav Švec (vysoký zpěvák s licousy), F. X. Mlejnek (zpěvák-kněz), Alois Dvorský (zpěvák bez knírku), Jaroslav Hradčanský (vlakvedoucí Kanár), Dalibor Pták (zpěvák s knírem), Marie Hodrová (žena s buchtami v okně), Milan Sviták (kluk na kole pod chůdami)

## Tvůrci a štáb
- Režie: Jan Sviták
- Předloha: Nicolas Nancey, André Mouëzy-Éon (stejnojmenná divadelní hra)
- Původní filmový námět: Václav Wasserman
- Scénář: Václav Wasserman
- Kamera: Jaroslav Tuzar
- Ředitel výroby: Ladislav Brom
- Vedoucí výroby: Otakar Sedláček
- Hudba: Jára Beneš
- Nahrál: Orchestr F.O.K. (řídil Jára Beneš)
- Architekt: Bohumil Heš
- Střih: Antonín Zelenka
- Zvuk: Antonín Rambousek
- Dále spolupracovali: Ivo Novák (asistent režie), Ina Žáková (výprava), František Mádl (kostýmy), Josef Kobík a František Rous (masky), Miloš Mastník (asistent výroby), Zuzka Petrovičová (skript), vrchní rada Zdeněk Martínek st. (odborný poradce-železnice), Miroslav Haller (jazykový poradce), Antonín Frič (fotoreportér)

## Produkční a technické údaje
- Souběžný protektorátní název: Der Stationsvorstand
- Začátek natáčení: 20. února 1941
- Konec natáčení: březen 1941
- Copyright: 1941
- Premiéra: 12. dubna 1941 (Pražská kina Blaník a Lucerna)
- Výroba: Bromfilm
- Distribuce: Bromfilm
- Formát: černobílý – 35 mm – 1,37:1 – Tobis-Klangfilm
- Jazyk: čeština
- Žánr: komedie
- Délka: cca 88 minut (2 610 metrů)
- Ateliéry: FOJA Radlice